# اوتسلو روشو
شهر اوتسلو روشو (به رومانیایی: Oţelu Roşu) در شهرستان کرش-سورین در کشور رومانی واقع شده‌است. جمعیت این شهر ۱۳٬۱۲۸ نفر  است.